# Alejandro Huerta Pastor
Alejandro Huerta Pastor (Tenerife, 11 de febrero de 1998) es un deportista español que compite en voleibol, en la modalidad de playa, haciendo pareja con Óscar Jiménez (2014-2017), Javier Huerta Pastor (2017-2019 y 2022-2024), César Menéndez (2019-2021) o Sergi Reñé (2022), y Adrián Gavira (2025-presente). Es hermano del también jugador de vóley playa Javier Huerta.

## Carrera profesional
Ha ganado una vez el Campeonato de España (2023). y lo hizo junto a su hermano Javier Huerta con quien ha formado pareja consiguiendo resultados como quedar campeones del BPT Futures de Madrid en 2023.
El 29 de octubre de 2024 anunció junto a Adrián Gavira que serían la nueva pareja española para el Volleyball World Beach Pro Tour. "Un nuevo proyecto que arrancará en las próximas semanas y que afrontamos con mucha ilusión. Esperamos que, con mucho esfuerzo y trabajo, sigamos dando muchas alegrías", decía el propio comunicado.

## Palmarés

### Beach Pro Tour
| Leyenda           |
| BPT Finals (0)    |
| BPT Elite 16 (0)  |
| BPT Challenge (0) |
| BPT Futures (1)   |

| N.º | Fecha              | Torneo | Pareja        | Oponentes en la final    | Resultado                |
| --- | ------------------ | ------ | ------------- | ------------------------ | ------------------------ |
| 1.  | 14 de mayo de 2023 | Madrid | Javier Huerta | Paul Henning Sven Winter | 2-1 (17-21, 21-16, 15-9) |